# Леонид Бајдак
Леонид Иванович Бајдак (рус. Леонид Иванович Байдак; Одеса, Руска Империја, 1894 — Сан Франциско, 16. септембар 1970) је био официр руске царске армије, а потом и војни пилот.

## Биографија
Завршио је школу у Чугујеву (Харковска губернија). По завршетку војне школе ступио је у Царску школу војног ваздухопловства у Гатчини код Петрограда, коју је завршио марта 1917. године. Бајдак је био у последњој царској класи ове војне ваздухопловне школе, јер је недуго затим цар Николај склоњен с престола. У Русији је потом избио грађански рат. Бајдак је остао веран датој војничкој заклетви, био је припадник Руске војске у Северној армији под командом генерала Јевгенија Милера, која је водила огорчене борбе са бољшевицима. Због доброг држања и показаног јунаштва у тим борбама, Врховни командант Руске војске адмирал Колчак га је наградио орденом Светог Ђорђа — једним од последњих царских војних одликовања.
Након пораза, остаци Руске (беле) армије кренули су на мукотрпно повлачење ка југу земље. Поручник Бајдак се налазио у колони која се под борбом повлачила у јужну Русију са циљем да се придружи снагама Руске војске под командом генерала Врангела. На јужном фронту поручник Бајдак је изводио успешно борбене летове током 1920. године, због чега је награђен орденом Светог Николе Чудотворца 2. реда — белогардијским одликовањем. Црвена армија је низала победе, а снаге генерала Врангела које су остале без ресурса трпеле су снажне ударе. Током новембра 1920. белогардејци су се евакуисали са Крима на обалу Турске. После проведених годину дана у избегличком логору на полуострву Галипољу, где су били лишени свега, руски изгнаници су добили азил у друге земље.
Краљ Александар Карађорђевић је 1921. позвао руске војне и цивилне избеглице да се населе у Краљевину Срба, Хрвата и Словенаца. Бројне руске избеглице су биле квалификована радна снага, инжењери, лекари, професори и др. По доласку у Југославију, запослили су се у струци, јер је у земљи у коју су дошли било доста дефицитарних занимања. Поручник Бајдак је ступио у Војно ваздухопловство, прво као механичар, а потом и као војни пилот.
Заслужан је и за развој цивилног ваздухопловства. На иницијативу Аероклуба, 6. фебруара 1926. године је одржана конференција на којој су усвојена правила за оснивање Друштва за ваздушни саобраћај, а сви учесници су постали оснивачи. Правила су упућена у Министарство трговине и индустрије, које их је одобрило 13. марта. После тога се приступило уписивању акција. до краја марта 1927. године било је уписано и уплаћено тек око 10%, због чега је, у складу с важећим законом о акционарским друштвима, запретила опасност да Аеропут буде укинут. Решење за убрзавање уписа акција нашао је инжењер Тадија Сондермајер, члан управе Друштва, резервни капетан и пилот са Солунског фронта. Он је предложио да заједно с пилотом Леонидом Бајдаком обави етапни лет авионом од Париза до Бомбаја и да на тај начин докажу вредност и способност југословенских пилота. Након кратких припрема, Сондермајер и Бајдак су полетели из Париза 20. априла 1927. године. Коначно, после 14.800 прелетених километара, 14 етапа и 11 дана путовања, 2. маја 1927. године слетали су у Београд. Преко 30.000 Београђана дочекало је своје хероје на аеродрому испод Бежанијске косе. Због овог лета је компанија Аеропут (каније ЈАТ) добила могућност да продајом акција постане авио-компанија.
Радио је на Земунском аеродрому на пројекту авиона Икарус ИК-1. Током другог лета, авион је почео да губи висину и Бајдак је искочио, а авион је ударио у земљу.
Од јесени 1940. био је командант 5. пука стационираног на нишком аеродрому. Након окупације Југославије придружио се редовима Руског заштитног корпуса. Након рата, побегао је у САД, где је и умро 16. септембра 1970.